# Коммунар (Ставропольский край)
Коммуна́р — посёлок в Красногвардейском муниципальном округе Ставропольского края России.

## География
Расстояние до краевого центра: 120 км.
Расстояние до районного центра: 24 км.

## История
Основан в октябре 1920 года как свиносовхоз «Коммунар». До распада Советского Союза в нём было четыре отделения: центральное — село Коммунар, второе — Зеркальный, третье — посёлок Штурм и четвёртое — посёлок Краснооктябрьский. Совхоз прекратил существование в 2009 году.
В соответствии с Указом Президиума Верховного Совета РСФСР от 21 сентября 1964 года посёлок Центральная усадьба совхоза «Коммунар» переименован в посёлок Коммунар.
Решением Президиума Ставропольского краевого Совета народных депутатов от 24 мая 1990 года № 18 из Коммунаровского сельсовета были выделены посёлки Штурм и Краснооктябрьский, образовавшие Штурмовский сельсовет.
До 16 марта 2020 года посёлок был административным центром упразднённого Коммунаровского сельсовета.

## Население
| 1989 | 2002  | 2010  | 2014  | 2021  |
| ---- | ----- | ----- | ----- | ----- |
| 1582 | ↘1472 | ↘1435 | ↗1500 | ↘1112 |

По данным переписи 2002 года в национальной структуре населения преобладают русские (96 %).

## Инфраструктура
- Муниципальное дошкольное образовательное учреждение детский сад № 3 «Колокольчик».
- Средняя общеобразовательная школа № 3 им. В. Н. Дроздова.
- Социально-культурное объединение.
- Фельдшерско-акушерский пункт[12]
- Библиотека посёлка Коммунар. Открыта 14 октября 1956 года как библиотека Коммунаровского сельсовета[13].
- Ансамбль гармонистов «Сапожок». Лауреат межрегиональных, краевых и международных конкурсов[14].

## Спорт
На территории поселения один спортивный зал и две открытые спортивные площадки.

## Памятники
- Могила неизвестного советского солдата, погибшего в борьбе с фашистами. 1942, 1967 года[15]
- Братская могила советских воинов, погибших в борьбе с фашистами. 1942—1943, 1967 года[16]

## Кладбище
На территории посёлка расположено общественное открытое кладбище площадью 13 000 м².